# Les Sauvages
Les Sauvages település Franciaországban, Rhône megyében. Lakosainak száma 621 fő (2022. január 1.). Les Sauvages Tarare, Machézal, Amplepuis, Joux és Valsonne községekkel határos.

## Népesség
A település népességének változása:
| Lakosok száma | 657  | 644  | 641  | 612  | 613  | 614  | 612  | 617  | 621  |
|               | 2013 | 2015 | 2016 | 2017 | 2018 | 2019 | 2020 | 2021 | 2022 |